# Pleurothallis cauda-hirundinis
Pleurothallis cauda-hirundinis är en orkidéart som beskrevs av Carlyle August Luer och José Portilla. Pleurothallis cauda-hirundinis ingår i släktet Pleurothallis och familjen orkidéer.
Artens utbredningsområde är Ecuador. Inga underarter finns listade i Catalogue of Life.